# 光沢
光沢（こうたく、英語: lustre、luster）は、物体表面の物理的性質で、対応する心理的属性を「つや（艶）」や「光沢感」などと呼ぶ。光沢は主として光を反射する程度によって決まるが、実際には、正反射光と散乱反射光の強さの比、正反射像の鮮明さ、表面のざらつき模様などが強く影響する。
光沢は表面反射光が強い金属光沢と透明物質に伴う非金属光沢との2種類に大別され、非金属光沢はさらに細分される。
紙や塗料などでは光沢の規格が定められており、工業的に規格化されている光沢の測定方法としては、ISO 2813 (JIS Z 8741:1997) において規格されている鏡面光沢度がある。

## 鉱物学における光沢
鉱物の性質の一つ。鉱物はその種類において特有の光沢を示すことが多いため、光沢は鉱物の識別において利用される。不透明鉱物が多いと金属光沢を示す。

## 光沢の種類

### 金属光沢

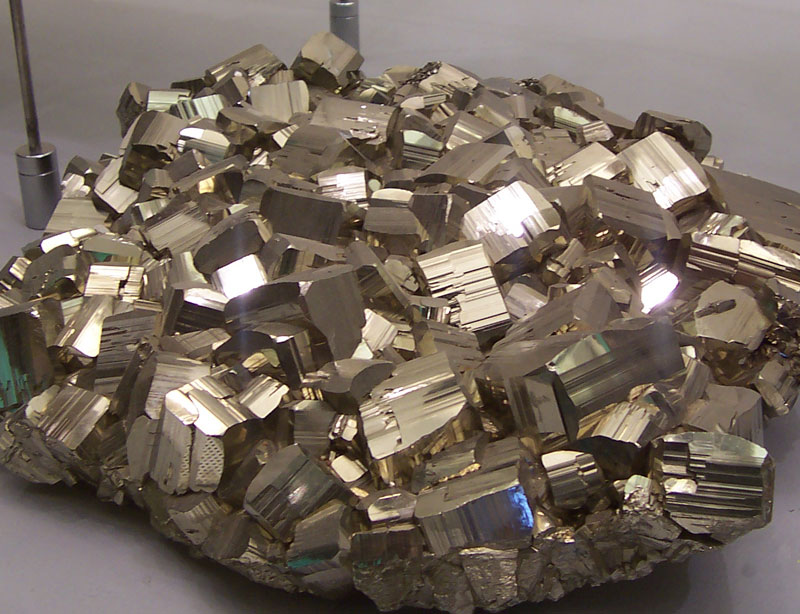
黄鉄鉱

金属光沢（英: metallic lustre、metallic luster）とは、理想的な表面状態であれば鏡のようにふるまう、磨かれた金属のような光沢である。金属光沢を有する鉱物としては、方鉛鉱や黄鉄鉱、磁鉄鉱などがある。

### 亜金属光沢

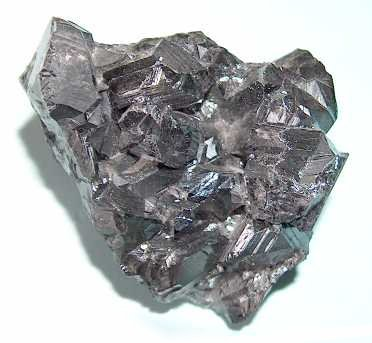
閃亜鉛鉱

亜金属光沢（あきんぞくこうたく、英: submetallic luster）は、金属光沢に類似しているが、その輝きや光の反射は金属光沢よりも劣る。その分類には明確な基準があるわけではなく曖昧であり、金属光沢と非金属光沢の中間に位置する分類である。しばしば非常に高い屈折率を持った不透明に近い鉱物において見られ、その代表的なものに閃亜鉛鉱や辰砂、赤銅鉱などがある。

### 非金属光沢
非金属光沢（ひきんぞくこうたく、英: nonmetallic lustre、nonmetallic luster）

#### 金剛光沢（ダイヤモンド光沢）

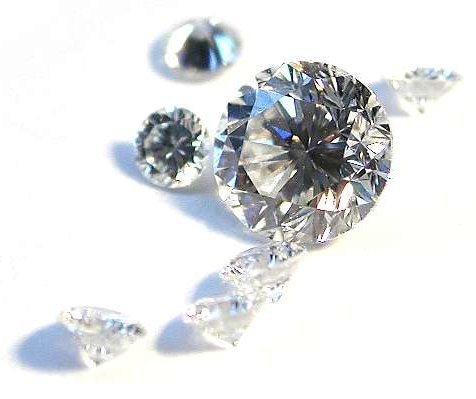
カッティングされたダイヤモンド

金剛光沢（こんごうこうたく、英: adamantine lustre、adamantine luster）は、ダイヤモンドにおいて最も顕著にみられるような光沢である。そのような鉱物は透明もしくは半透明であり、1.9を超える高い屈折率を有している。金剛光沢を有する鉱物は非常に稀であり、その例として白鉛鉱やジルコンが挙げられる。

後述の瑠璃光沢を有する鉱石の中で、金剛光沢よりはやや劣るものの屈折率が高く他の鉱石と比較して金剛光沢に近い光沢を有するものは亜金剛光沢 (subadamantine) と呼ばれる事もある。その例としては柘榴石（屈折率1.73 - 1.89）やコランダム（屈折率1.76 - 1.77）が挙げられる。

#### 玻璃光沢（ガラス光沢）

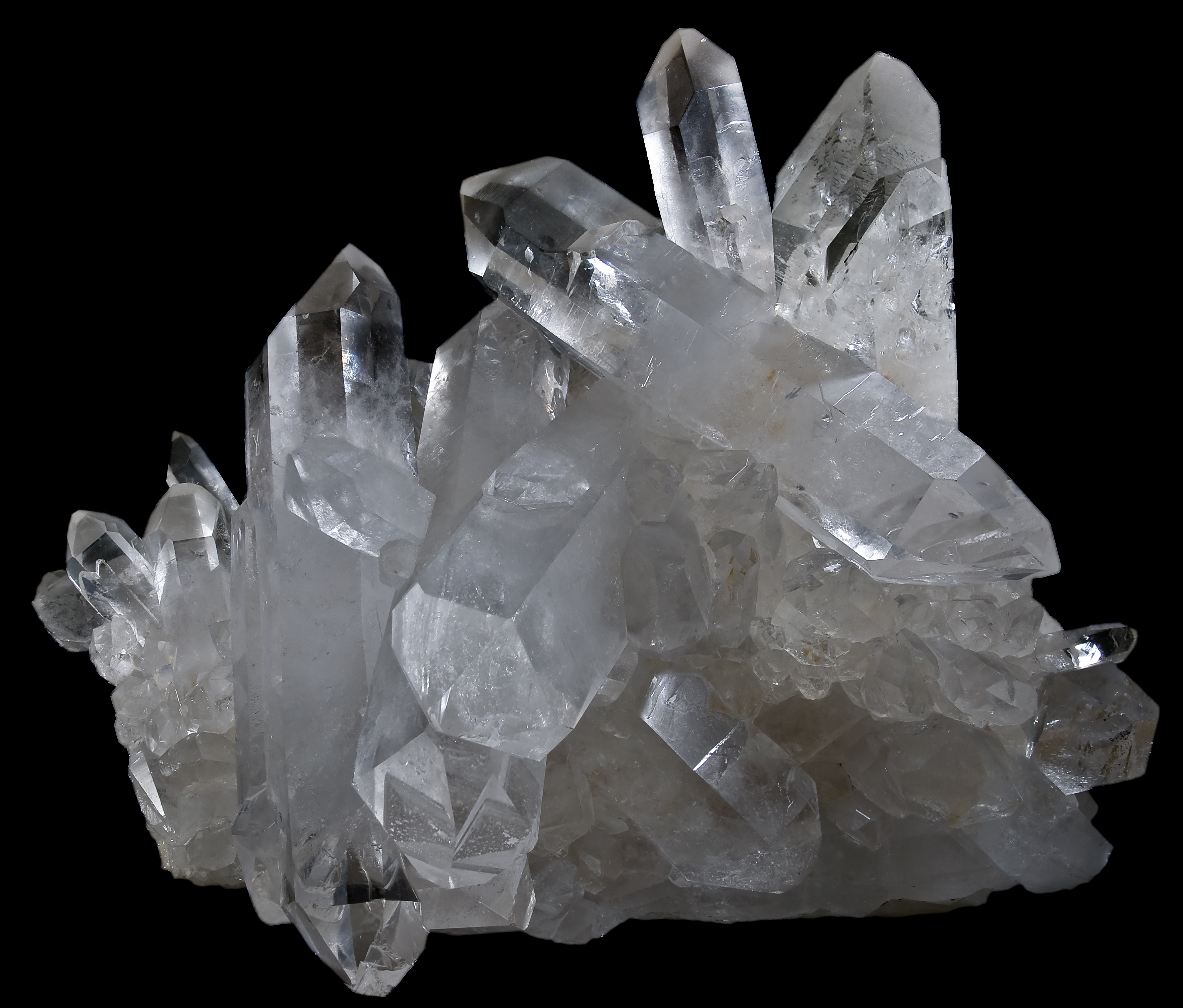
水晶

ガラス光沢（ガラスこうたく、英: vitreous lustre、vitreous luster）は、ガラスのような光沢のことである。ガラス光沢を表す vitreous の語は、ラテン語でガラスを表す vitrum に由来する。ガラス光沢は最も一般的にみられる光沢の一つであり、比較的低い屈折率を持った透明もしくは半透明の鉱物において見られる。代表的なものに、方解石や水晶、トパーズ、緑柱石、電気石および蛍石などがある。

#### 脂肪光沢

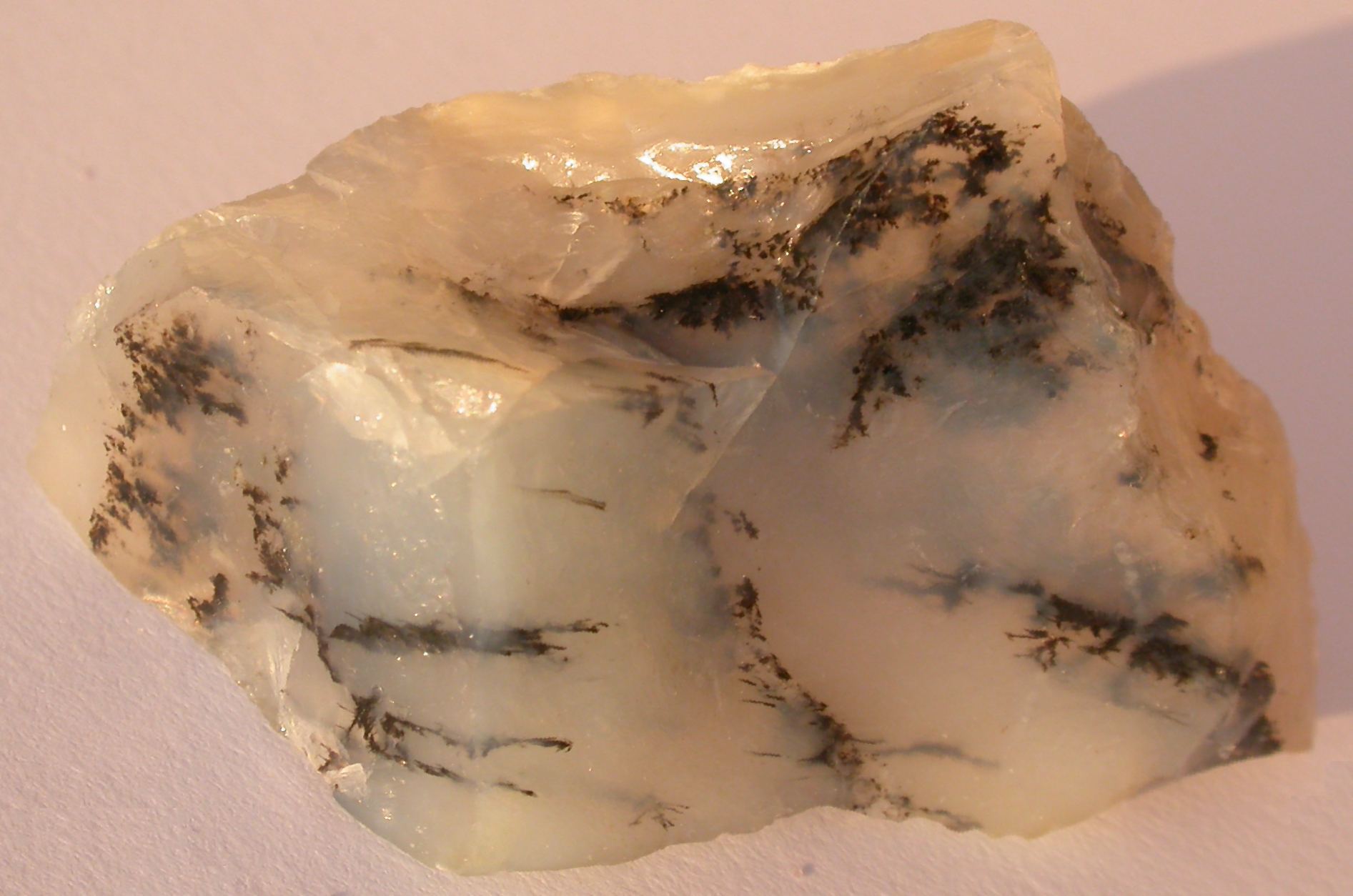
モスオパール

脂肪光沢（しぼうこうたく）とは、脂肪やグリースのような脂ぎった光沢である。脂肪光沢はオパールや菫青石のような微細なインクルージョンを多量に含む鉱物においてしばしば見られる。多くの脂肪光沢を持つ鉱物は、その触感においてもまたべたついている。

#### 樹脂光沢

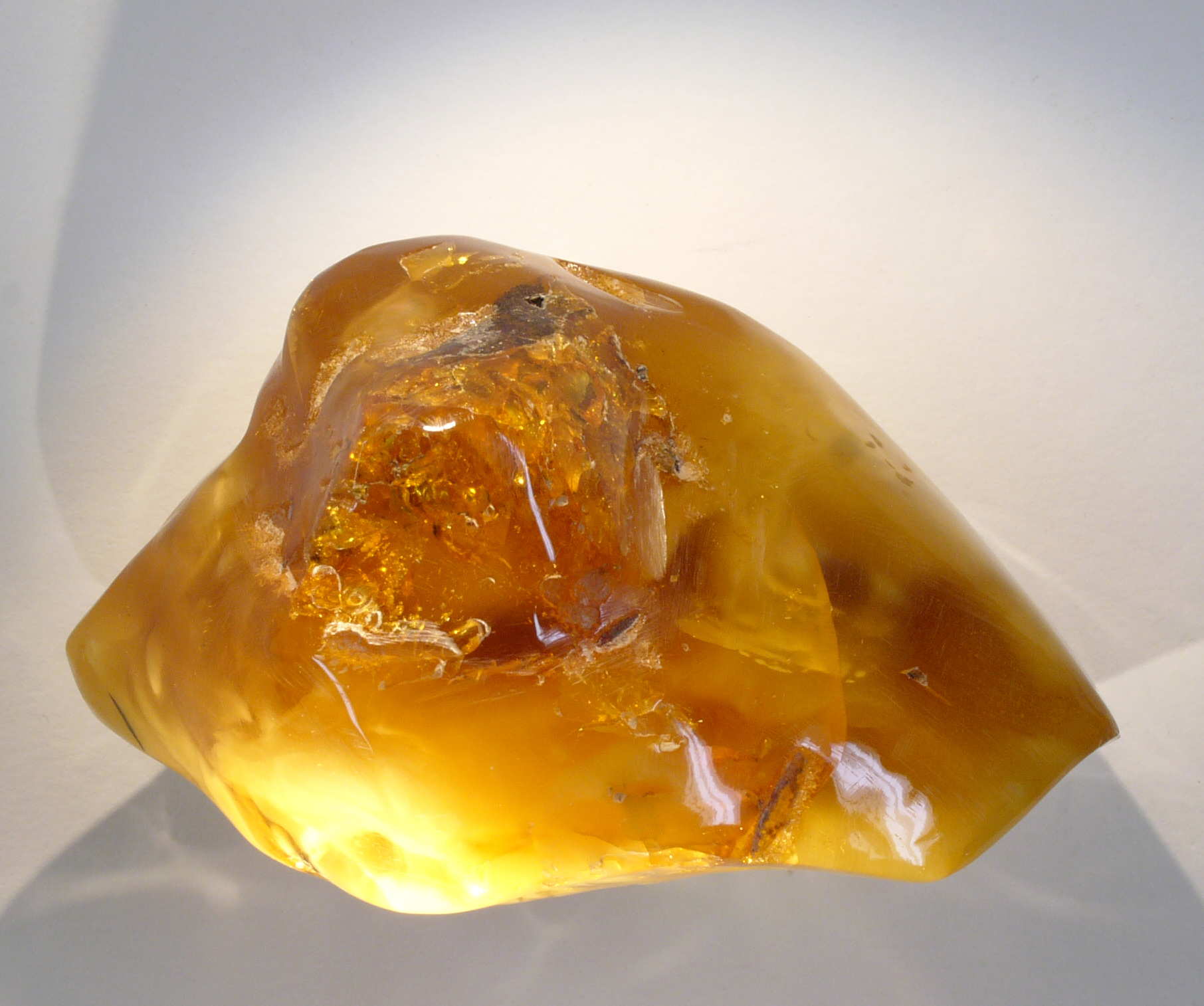
コハク

樹脂光沢（じゅしこうたく）は、チューインガムや滑らかな表面を持つプラスチックのような樹脂状の光沢である。代表例としてはコハクがあり、これは樹脂が化石化したものである。

#### 真珠光沢

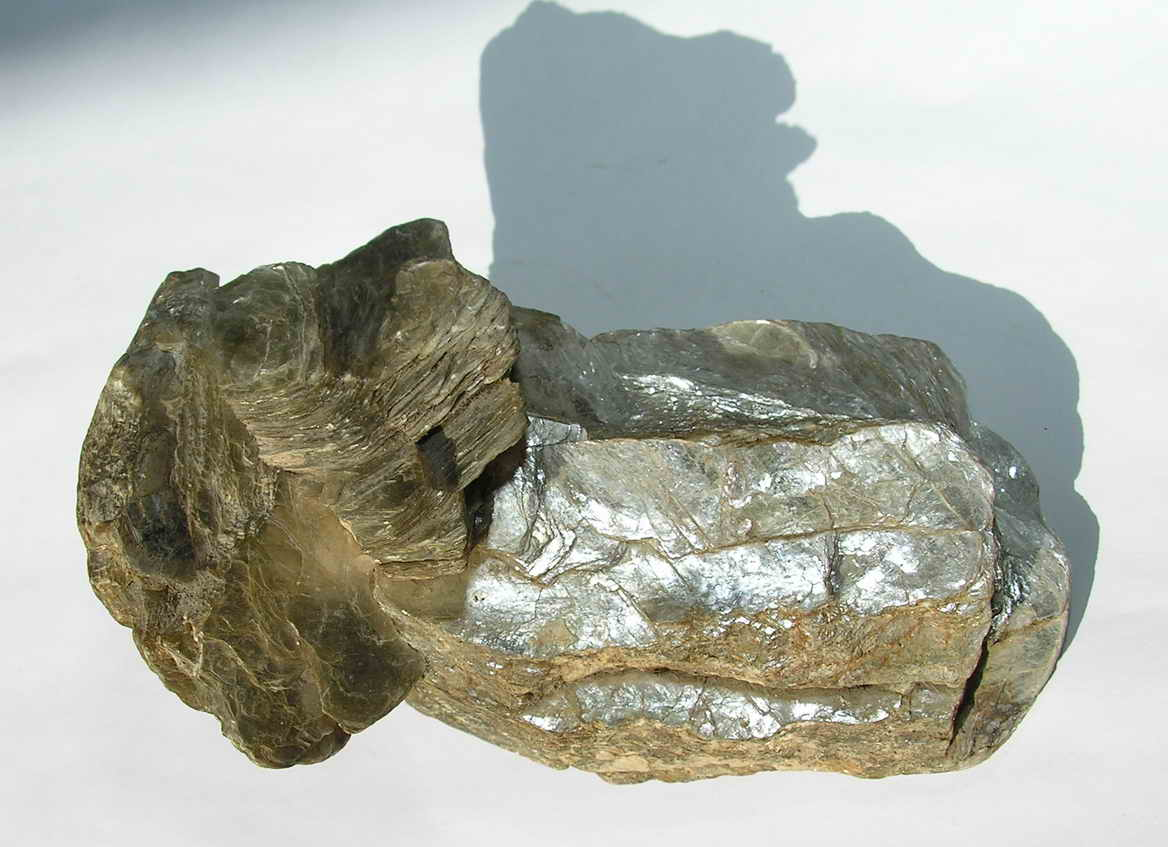
白雲母

真珠光沢（しんじゅこうたく、英: pearly lustre、pearly luster）を有する鉱物は、同一平面上の透明な薄いシートが積層されるような雲母状の晶癖をしており、これらの層に反射する光によって真珠を連想させるような光沢が現れる。このような鉱物のへき開は「完全」であり、代表的なものに白雲母や束沸石がある。

#### 絹糸光沢

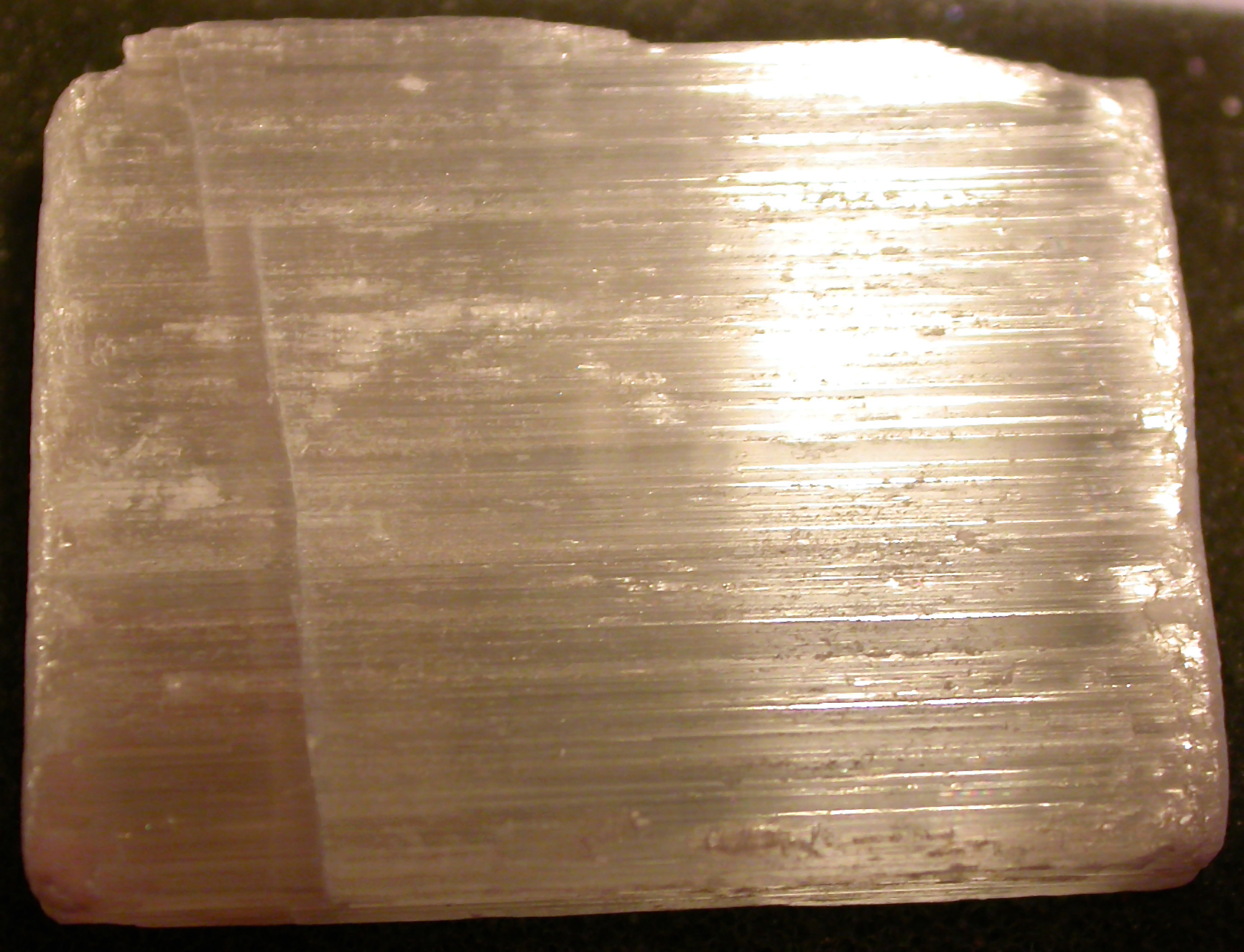
石膏の一種である繊維石膏

絹糸光沢（けんしこうたく、英: silky lustre、silky luster）を有する鉱物は、非常に整った繊維状の結晶が平行に配列した晶癖をしており、その構造によって絹を連想させるような光沢が現れる。繊維光沢は絹糸光沢に似ているが、絹糸光沢よりもきめが荒い。代表的なものに石綿やウレキサイト、石膏の一種である繊維石膏などがある。

#### 蝋光沢

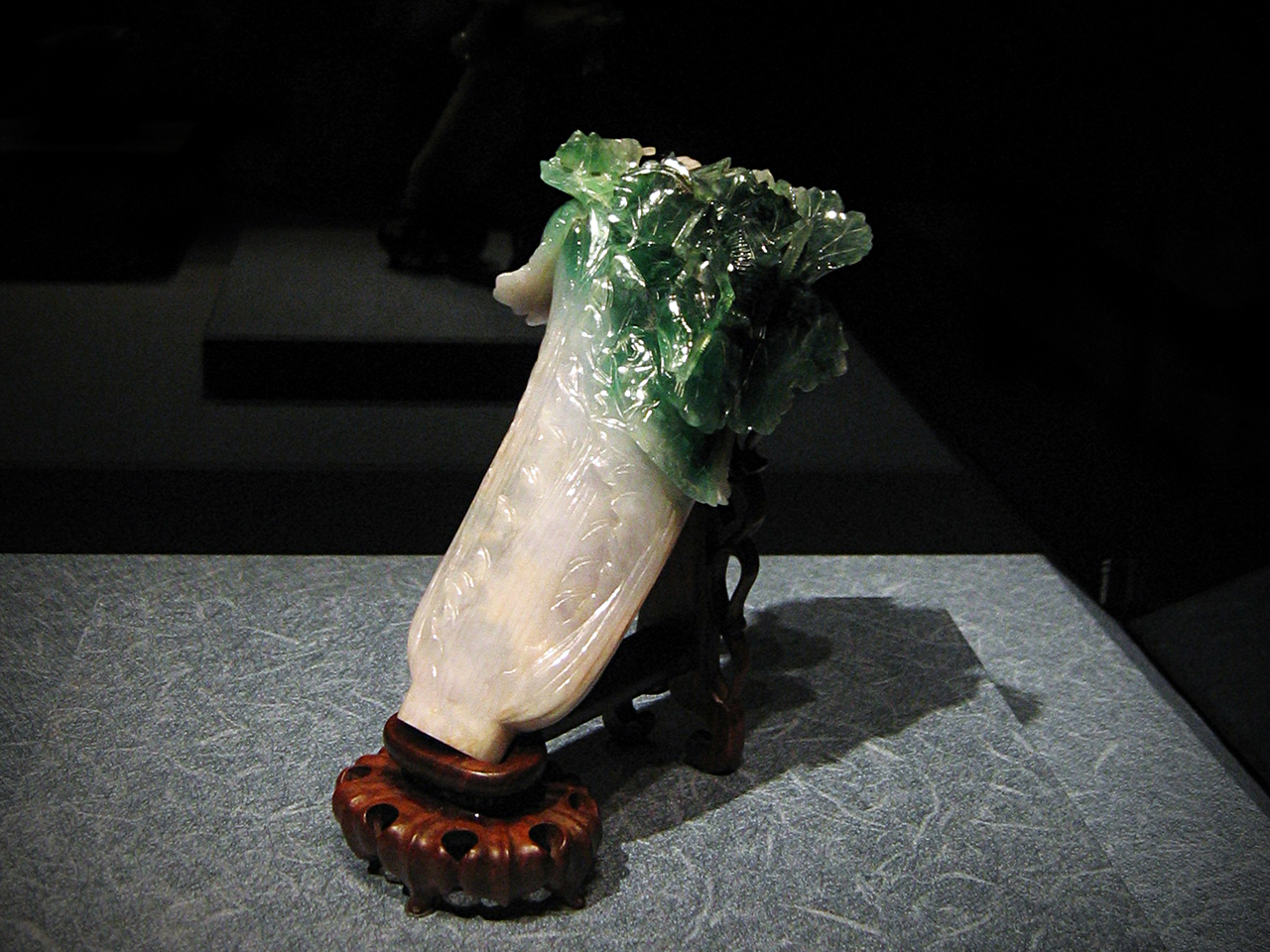
ヒスイ(ヒスイ輝石)の彫刻

蝋光沢（ろうこうたく）は、ワックスに似た光沢である。ヒスイ(ヒスイ輝石)や玉髄などがある。

#### 無光沢、土光沢

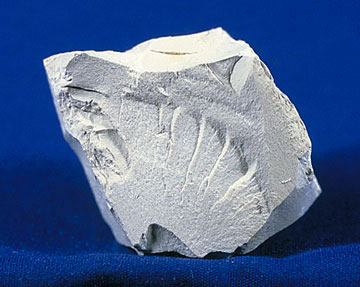
カオリナイト

無光沢もしくは土光沢の鉱物は、光を四方に散乱させる粗い顆粒によってランバート反射に近い現象が起こるため、ほとんど光沢を示さない。土光沢の鉱物にはカオリナイトなどがある。しばしば無光沢と土光沢は区別され、土光沢の鉱物の方が粗く光沢がより少ない。

## 光学的現象

### スター効果

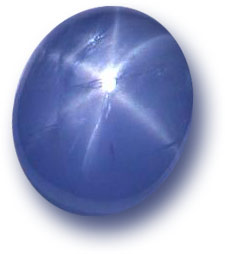
スターサファイア

スター効果とは、宝石上に星形の光の筋が現れる現象である。後述するキャッツアイ効果が同じ原理で3方向に現れたもの。サファイヤやルビーにおいて見られ、不純物として含まれるルチルに起因する。スター効果はまた、柘榴石や透輝石、スピネルにも見られる。

### アベンチュリン効果

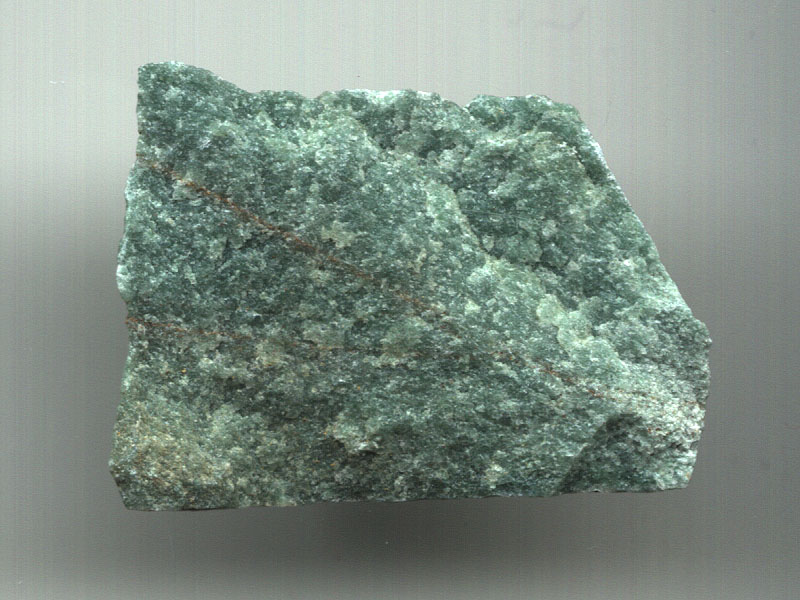
アベンチュリン

アベンチュリン効果とは、きらめくように光が反射する現象である。それは母鉱物中に、表面の色に影響を与えるほど多量に含まれる板状結晶の微細構造（優先配向）によって引き起こされる。クロムを含有した白雲母であるフクサイトが微細構造として含まれるアベンチュリン（石英）では石の色が緑色になり、赤鉄鉱などの酸化鉄系結晶が微細構造として含まれているアベンチュリンは石の色が赤色になる。

### キャッツアイ効果

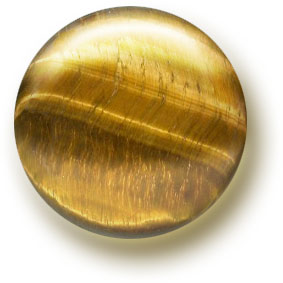
タイガーズアイ

キャッツアイ効果とは、回転して動くように見える光の筋が現れる現象である。それは、結晶が平行に配列した繊維状の晶癖を有していたり、結晶内の空隙やインクルージョンによって同様の構造が形成されているような宝石において現れる。そのような構造の結晶配置に対して垂直な方向に光が入射すると、その反射光が光の狭い帯を形成する。この効果が現れる宝石で最も有名なものはタイガーズアイおよび猫目石であるが、アクアマリンやムーンストーン、電気石などでも見られることがある。

### 変色効果

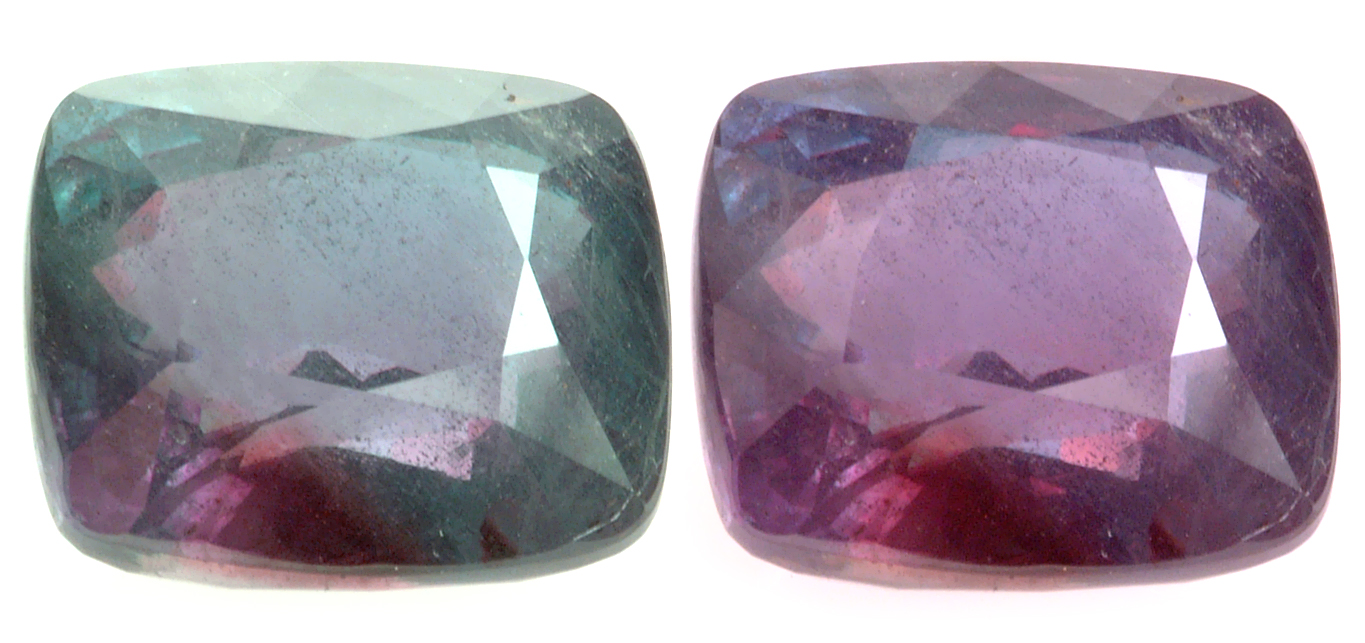
金緑石（アレキサンドライト）

変色効果とは、光源の種類によって異なる色を示す現象であり、変色効果を示す代表的な宝石であるアレキサンドライトの名を取ってアレキサンドライト効果とも呼ばれる。例えばウラル山脈で産出するアレキサンドライトは、日光の下では緑色を示し、白熱電球の下では赤色を示す。これの特徴的な緑から赤への色変化は、鉱物中のアルミニウムの極一部が酸化クロムに置き換わることによって生じる。アレキサンドライトなどの金緑石由来の宝石において最もよくみられ、他にもサファイヤや柘榴石、スピネルにおいて見られる。

### シラー効果

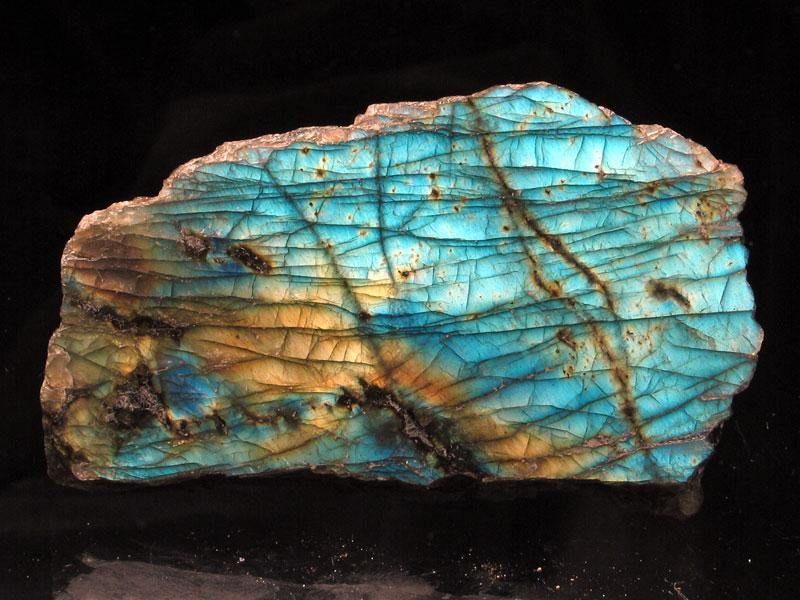
ラブラドル長石

シラー効果とは、石の表面下で金属的な虹色の変色効果が現れる現象である。鉱物の層状構造により、表面近くへ入った光がの層間で干渉して反射するために起こる。「シラー」はドイツ語で「きらめき」を表す Schiller という語に由来している。月長石やラブラドル長石において見られる。氷長石やアマゾナイトに見られるアデュラー効果と類似するがやや効果は弱く、アベンチュリン（砂金石）や日長石で見られるアベンチュリン効果では反射のもととなる構造が大きいため単純な光の乱反射になる。

### 遊色効果

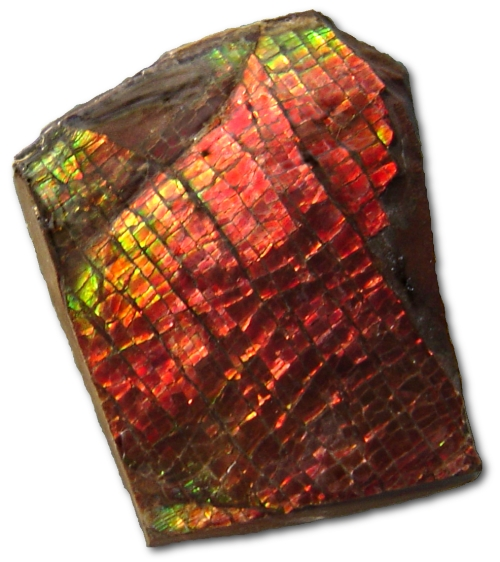
アンモライト（宝石化したアンモナイトの化石）

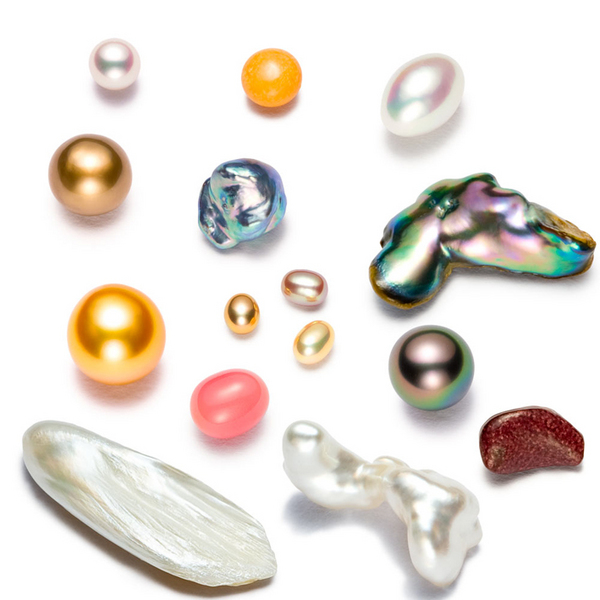
様々な真珠

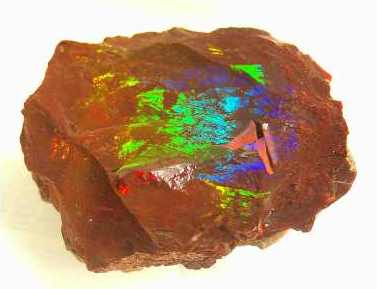
オパール（エチオピア産）

遊色効果（英: play of Color）、暈色（イリデッセンス、英: iridescence）とは、前述のシラー効果と同様に、石の表面で干渉した光が反射して変色を示す現象だが、不均一な層状によって干渉光にさまざまな波長が含まれるためシラー効果よりも多色の範囲が多彩である。真珠、アンモライト、螺鈿など霰石を外骨格とした生物由来の宝石に多い。
オパールは水晶と同じ二酸化ケイ素が潜晶質となって他の成分とともに乳濁しているもので瑪瑙に近い。しかし、わずかな結晶質が干渉を起こしてやはり遊色効果を示すものがあり、これを「プレシャスオパール」と呼んでいる。宝石業者によってはこれをイリデッセンスと区別して「オパレッセンス（蛋白光、英: opalescence）」と呼んでいることがある。